# Asystencja wojskowa
Asystencja wojskowa − pomoc wojska udzielana władzy cywilnej.

## Zakres podmiotowy i przedmiotowy
Asystencja wojskowa może być udzielana na podstawie prośby organów administracyjnych lub państwowych. Uprawnienie do żądania asystencji wojskowej w danym zakresie przysługuje jedynie określonym organom. Danego rodzaju pomocy żądać mogą jedynie określone organy.
Asystencja wojskowa wykraczająca poza ramy ściśle określone aktami prawnymi jest niedozwolona. Nie można więc żądać pomocy w zakresie większym niż jest to zapisane.

## Przykłady
Do typowych przykładów asystencji wojskowej zaliczyć można:
- użycie wojska do zabezpieczenia ładu i porządku publicznego;
- udzielanie pomocy sądom, prokuratorom, lub policji;
- zapewnienie bezpieczeństwa budynkom, urzędom, misjom dyplomatycznym;
- pomoc w czasie klęski żywiołowej.

## Akty prawne
Przykładowe akty prawne zawierające regulacje związane z asystencją wojskową:
- Dekret Naczelnika Państwa z 2.I. 1919 o używaniu wojska w wypadkach wyjątkowych (Dz.Pr.P.P. nr1 poz.80),
- Rozporządzenie Prezydenta Rzeczypospolitej z 19.III. 1928 o postępowaniu doraźnem (Dz.U.R.P. nr33 poz.315),
- Rozporządzenie Rady Ministrów z 18.IV. 1919 o sposobie użycia wojska dla zabezpieczenia porządku publicznego (Dz.Pr.P.P. nr35 poz.276).